# 1979 في الكويت

## المناصب
- أمير الدولة: جابر الأحمد الصباح
- رئيس الوزراء وولي العهد: سعد العبد الله السالم الصباح

## مواليد
- خلف السلامة - لاعب كرة قدم
- هيا الشعيبي - ممثلة
- أحمد إيراج - ممثل

## وفيات
- كاظم الصحاف - عالم دين وشاعر.
- عوض دوخي - مغني.